# Sălăjeni, Sălaj
Sălăjeni este un sat în comuna Bocșa din județul Sălaj, Transilvania, România. Localitatea este situată pe malul drept al Văii Zalăului.

## Istoric
Localitatea Sălăjeni a fost atestată documentar în jurul anului 1430, sub denumirea de Curitau (Equriteu).
In documentul  SZILÁGY VÁRMEGYE MONOGRAPHIÁJA care este scris in maghiara de catre Petri Mor pe la 1910, se face referire la Ewkeritho, vechea denumire a satului, in anul 1455.
În 1944, stația de cale ferată Sălăjeni si podul peste râul Zalău sunt aruncate în aer, de armata germana, în retragere.
Profesor la Școala Sălăjeni între septembrie 2001 și august 2004, Teofil Mirghesiu (n. 1938) descrie satul într-o carte a sa. În 2018, apre Satul Sălăjeni, case, oameni și tradiții, scris de Adrian-Florin Hosu, Daniel Ardelean, Ioan Bârsan și Nicolae Meseșan.

#### Toponimie
Înaintea anului 1895, localitatea avea hotarele sub urmǎtoarele denumiri care se mai pǎstreazǎ și azi: Sub Puste, între Coaste, Cornet, la Puturoasa, Dupa Fogedeu, La Punți, La Poiăți, la Aric, La Răstoacă, Preste Vale, Dimburele, Pădurici, la Hotare, Pe Vălcea, Sub Pruni, Pădurea Rară, Pădurea Deasă, Puste, Hediuț, Între Părae, Făntăna Satului,Tisieu, etc...

## Lăcașuri de cult
Biserica de lemn din Sighetu Silvaniei se află în localitatea omonimă. După istoricului Petri Mór biserica ar data din 1632 și conform tradiției ar fi adusă din satul Sălăjeni. Biserica se află pe noua listă a monumentelor istorice sub codul LMI: SJ-II-m-B-05113.
Biserica de lemn (inițial construită în localitatea învecinată, Sighetul Silvaniei), a fost strămutată în localitatea Sălăjeni. Biserica a fost edificată la 1632, dar anul este nesigur (probabil pe la 1800). Tradiția orală afirmă că ar fi fost ridicată de pe fundație, pusă pe tălpi de lemn și trasă cu mai multe perechi de boi, in timpul iernii.

## Obiective memoriale
Cimitirul Eroilor Români din cel De-al Doilea Război Mondial este amplasat în curtea bisericii. Are o suprafață de 144 mp. A fost amenajat în 1944. În cadrul acestuia sunt înhumați 25 de militari români.
În Sǎlǎjeni, existǎ și un cimitir evreiesc, ce avea un număr de aproximativ 20 de morminte de piatră, potrivit monografiei semnata de Petri Mor.   In documente oficiale din anul 1847 apar si 12 persoane de religie evreiasca.

## Personalități
- Nicolae Hendea